# Alfred van Cleef
Alfred van Cleef (* 1954 in Amsterdam) ist ein niederländischer Journalist und Schriftsteller.

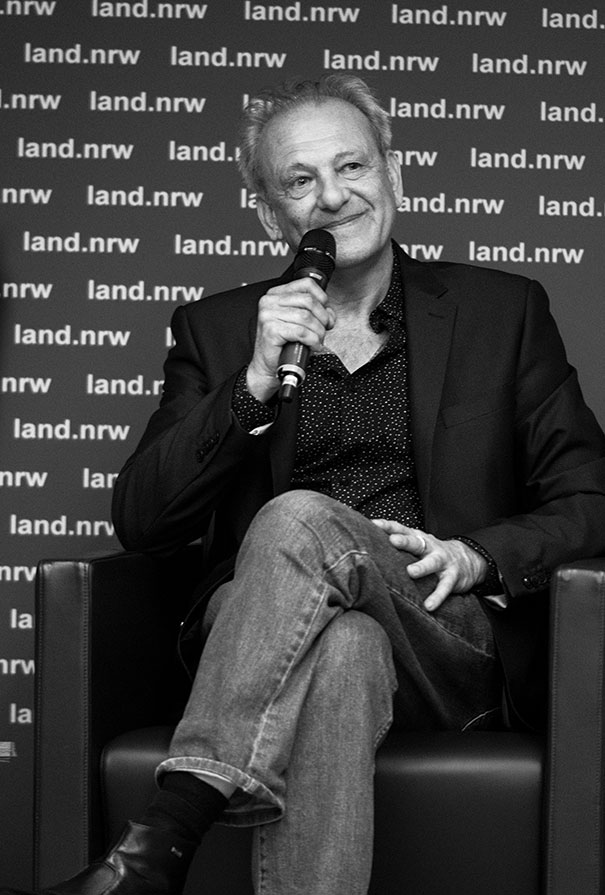
Alfred van Cleef, Düsseldorf 2016

Seit 1978 arbeitete er als Journalist und berichtete für große niederländische Zeitungen und Magazine wie das NRC Handelsblad aus Madagaskar, Südkorea, Ghana, Benin, Bosnien-Herzegowina, Serbien, Albanien, Griechenland und weiteren Ländern. Als Schriftsteller debütierte er mit De verloren wereld van de familie Berberović, über das Schicksal einer bosnischen Familie im Bosnienkrieg.
Bekannt wurde van Cleef durch den Erfolg seines literarischen Reiseberichts Die verirrte Insel zu der Insel Amsterdam im Indischen Ozean, der auch ins Deutsche und Englische übersetzt wurde. 2002 folgte der Roman Verlangen, der das Thema der deutschen Besetzung der Niederlande im Zweiten Weltkrieg thematisiert.

## Werke
- De verloren wereld van de familie Berberović. Meulenhoff, Amsterdam 1994 ISBN 9-02904-204-4
- Het verdwaalde eiland. Amsterdam op 37'50". Meulenhoff, Amsterdam 1999 ISBN 9-02905-829-3
  - Übers. Marlene Müller-Haas: Die verirrte Insel oder die weite Reise eines unglücklichen Mannes in der Google-Buchsuche. Mare, Hamburg 2002 ISBN 3-93638-474-6
  - englisch: The lost island. Alone among the fruitful and multiplying. Metropolitan Books, New York 2004 ISBN 0-80507-225-X
- Verlangen. Cossee, Amsterdam 2002 ISBN 9-05936-008-7
- Übers. Marlene Müller-Haas: Die verborgene Ordnung. Eine Reise entlang des Nullmeridians. (De verborgen ordening) Mare, Hamburg 2012 ISBN 978-3-86648-150-3